# Quinn Wolferman
Quinn Wolferman (* 6. Oktober 1997 in Missoula, Montana) ist ein US-amerikanischer Freeride- und Freestyle-Skier. Er war ursprünglich auf die Freeski-Disziplinen Slopestyle und Big Air spezialisiert, ehe er seinen Schwerpunkt auf das Backcountry und die X-Games verlagerte.

## Biografie
Quinn Wolferman stammt aus Missoula und begann im Wintersportgebiet Snowbowl nördlich seiner Heimatstadt mit dem Skifahren. Nachdem er Freestyle für sich entdeckt hatte, verbrachte er im Alter von 16 Jahren erstmals drei Wintermonate in Park City, Utah. 2016 machte er seinen Highschool-Abschluss.
Anfang März 2014 gab Wolferman in Sun Valley sein Nor-Am-Cup-Debüt im Slopestyle. Knapp drei Jahre später konnte er sich in Snowmass erstmals unter den besten zehn klassieren. Am Ende derselben Saison entschied er die deutsche Meisterschaft in seiner Paradedisziplin auf dem Stubaier Gletscher für sich. Am 26. November 2017 debütierte er ebendort im Freestyle-Skiing-Weltcup. Bereits bei seinem zweiten Slopestyle-Weltcup in Snowmass erreichte er als Neunter seine beste Karriereplatzierung. Dank eines zusätzlichen zehnten Ranges auf der Seiser Alm belegte er auch in der Disziplinenwertung mit Platz 30 ein Karrierehoch. Während er folgenden Winter konnte er sich im Weltcup nicht verbessern und sein mittelfristiges Ziel, die Teilnahme an den Olympischen Spielen 2022, folglich nicht realisieren. Seine einzige Big-Air-Platzierung in den Weltcup-Punkterängen gelang ihm im Dezember 2019 in Atlanta. Das letzte Mal nahm er im März 2021 an einem FIS-Wettkampf teil.
Wesentlich erfolgreicher gestalteten sich seine Auftritte im Rahmen der X-Games: 2020 gewann er als Rookie hinter Colby Stevenson und Henrik Harlaut die Bronzemedaille im erstmals für Skifahrer ausgetragenen Knuckle Huck. Im Jahr darauf trat er in gleich drei Disziplinen an. 2022 gewann er den Knuckle Huck dank eines Double Cork 1080 mit Nose-Butter Spin. Auch in den folgenden beiden Jahren erreichte er in dieser Disziplin jeweils die Top acht, wobei er einmal als Vierter nur knapp die Medaillenränge verpasste.
Wolferman steht seit 2017 bei Armada Skis unter Vertrag. Er drehte seither mehrere Filme im Backcountry, darunter Chameleon und Shadows Fade, und arbeitete dabei mit Szenegrößen wie Tanner Hall und Sammy Carlson zusammen.

## Erfolge

### Weltcup
- 2 Platzierungen unter den besten zehn

### Weltcupwertungen
| Saison  | Gesamt | Gesamt | Slopestyle | Slopestyle | Big Air | Big Air |
| Saison  | Platz  | Punkte | Platz      | Punkte     | Platz   | Punkte  |
| ------- | ------ | ------ | ---------- | ---------- | ------- | ------- |
| 2017/18 | 153.   | 7,86   | 30.        | 55         | –       | –       |
| 2018/19 | 186.   | 3,6    | 42.        | 18         | –       | –       |
| 2019/20 | 280.   | 0,2    | –          | –          | 59.     | 1       |

### Nor-Am Cup
- Saison 2019/20: 8. Slopestyle- und Big-Air-Wertung
- 1 Podestplatz

### X-Games
- Aspen 2020: 3. Knuckle Huck
- Aspen 2021: 8. Big Air, 10. Slopestyle, 99. Knuckle Huck
- Aspen 2022: 1. Knuckle Huck
- Aspen 2023: 8. Knuckle Huck
- Aspen 2024: 4. Knuckle Huck

### Weitere Erfolge
- Sieg bei den deutschen Meisterschaften im Slopestyle 2017